# Joannicja (Kożewnikowa)
Joannicja, imię świeckie Aleksandra Jakowlewna Kożewnikowa (ur. 1 listopada 1859 w Borowiczach, zm. 3 grudnia 1937 w Tichwinie) – rosyjska mniszka prawosławna, święta nowomęczennica.

## Życiorys
Pochodziła z rodziny mieszczańskiej. W wieku szesnastu lat, po ukończeniu szkoły miejskiej w jej rodzinnym mieście, wstąpiła jako posłusznica do monasteru Wprowadzenia Matki Bożej do Świątyni w Tichwinie. Wieczyste śluby mnisze złożyła czternaście lat później, wtedy też przyjęła imię zakonne Joannicja. W 1902 została ekonomką wspólnoty, była najbliższą współpracownicą przełożonej monasteru ihumeni Apolinarii (Władykiny), a gdy podeszły wiek tej ostatniej faktycznie uniemożliwił jej wykonywania obowiązków – de facto zarządzała całą wspólnotą. W 1918 otrzymała godność ihumeni i została przełożoną klasztoru.
Chociaż władze radzieckie krótko po rewolucji październikowej zamknęły monaster Wprowadzenia Matki Bożej do Świątyni, jego cerkwie pozostały czynne jako parafialne, a mniszki nadal zamieszkiwały w tych pomieszczeniach, których im nie odebrano. Ihumenia Joannicja, zmuszona do opuszczenia zajmowanych dotąd pokojów, zamieszkała na cerkiewnej dzwonnicy. W 1926 wspólnotę zmuszono do ostatecznego opuszczenia monasteru. Niektóre mniszki, w tym przełożona, zamieszkały w prywatnych domach w Tichwinie i w miarę możliwości spotykały się na modlitwę, inne zaś wyjechały z miasta (przed rewolucją w klasztorze żyło ok. 200 kobiet). Ihumenia Joannicja cieszyła się znacznym szacunkiem wśród miejscowych wiernych.
Jesienią 1937, na fali masowych aresztowań kapłanów, mnichów i wiernych świeckich pozostających w Tichwinie ihumenia została zatrzymana. Razem z ihumenem Arseniuszem (Dmitrijewem) oraz księżmi Joannem Sarwą, Wasilijem Kandiełabrowem, Jemilianem Panasiewiczem oraz Nikołajewm Pokrowskim została oskarżona o prowadzenie działalności kontrrewolucyjnej. Nie przyznała się do winy i nie złożyła zeznań obciążających inne osoby. Po dziesięciu dniach od aresztowania, 25 listopada 1937, mniszkę i pozostałych duchownych skazano na śmierć. Zostali rozstrzelani w Tichwinie w grudniu tego samego roku i pochowani w masowym grobie.
Ihumenia Joannicja została zaliczona w poczet Świętych Nowomęczenników i Wyznawców Rosyjskich 17 lipca 2002.